# Desa Kertamanah
Desa Kertamanah är en administrativ by i Indonesien.   Den ligger i provinsen Jawa Barat, i den västra delen av landet, 60 km sydost om huvudstaden Jakarta. Desa Kertamanah ligger vid sjön Waduk Jatiluhur.